# Afyonkarahisar
Afyonkarahisar (auch kurz Afyon) ist eine Stadt in der Türkei. Mit über einer Viertelmillion Einwohnern ist die westanatolische Stadt das Verwaltungszentrum der Provinz Afyonkarahisar.

## Geographie

### Lage und Verkehr
Afyon liegt etwa 250 km südwestlich von Ankara in einer Hochebene des Binnenflusses Akarçay, die sich dort in mehrere Seitentäler verzweigt. In südöstlicher Richtung verläuft die Fernstraße und Bahnlinie von Istanbul nach Konya. Sie kreuzt in Afyon die Ost-West-Route der Europastraße 96 (İzmir – Salihli – Uşak – Afyon – Emirdağ – Sivrihisar – Ankara) und verzweigt sich in weitere Richtungen, u. a. nach Burdur/Antalya.

Afyonkarahisar liegt geografisch gesehen im Zentrum der Provinz und auch des Landkreises. Die Stadt gliedert sich in 59 Mahalle (Stadtviertel), von denen Selçuklu (20.698 Einwohner) und Fatih (16.123 Einw.) momentan die größten sind (Stand: Ende 2024).

## Bevölkerung
Die Stadt hatte zur Volkszählung 1965 noch 104.686 Einwohner, 20 Jahre später waren es bereits 169.441.

### Bevölkerungsentwicklung
Nachfolgende Tabelle zeigt den vergleichenden Bevölkerungsstand am Jahresende für die Provinz, den zentralen Landkreis und die Stadt Afyonkarahisar und den jeweiligen Anteil an der übergeordneten Verwaltungsebene. Die Zahlen basieren auf dem 2007 eingeführten adressbasierten Einwohnerregister (ADNKS).

| Jahr | Provinz | Landkreis | Landkreis | Stadt | Stadt   |
| Jahr | absolut | proz.     | absolut   | proz. | absolut |
| ---- | ------- | --------- | --------- | ----- | ------- |
| 2024 | 750.193 | 43,76     | 328.319   | 78,41 | 257.436 |
| 2023 | 751.344 | 43,21     | 324.685   | 78,35 | 254.384 |
| 2022 | 747.555 | 43,47     | 324.996   | 79,05 | 256.901 |
| 2021 | 744.179 | 42,94     | 319.574   | 78,79 | 251.799 |
| 2020 | 736.912 | 42,48     | 313.063   | 78,39 | 245.405 |
| 2019 | 729.483 | 42,07     | 306.908   | 78,10 | 239.710 |
| 2018 | 725.568 | 41,30     | 299.673   | 77,41 | 231.983 |
| 2017 | 715.693 | 41,31     | 295.683   | 77,72 | 229.810 |
| 2016 | 714.523 | 40,69     | 290.706   | 77,39 | 224.968 |
| 2015 | 709.015 | 39,93     | 283.120   | 76,93 | 217.805 |
| 2014 | 706.371 | 38,88     | 274.639   | 76,25 | 209.406 |
| 2013 | 707.123 | 37,97     | 268.461   | 75,78 | 203.443 |
| 2012 | 703.948 | 37,40     | 263.297   | 71,02 | 186.991 |
| 2011 | 698.626 | 36,55     | 255.334   | 70,24 | 179.344 |
| 2010 | 697.559 | 35,61     | 248.413   | 69,68 | 173.100 |
| 2009 | 701.326 | 35,09     | 246.100   | 69,26 | 170.455 |
| 2008 | 697.365 | 34,19     | 238.408   | 68,46 | 163.207 |
| 2007 | 701.572 | 33,47     | 234.807   | 68,13 | 159.967 |

### Landkreis
Der Landkreis (İlçe) ist der zweitgrößte (2020: 9,0 %) und der bevölkerungsreichste (2020: 42,5 %) der Provinz. Er besteht neben der Haupt- und Kreisstadt noch aus folgenden 14 Kleinstädten/Gemeinden (Belediye):
| Belediye       | Einwohner (31.12.2020) | Anzahl der Mahalle | Bürgermeister (Partei) |
| -------------- | ---------------------- | ------------------ | ---------------------- |
| Beyyazı        | 3.334                  | 3                  | Asım Altıntaş (MHP)    |
| Çayırbağ       | 4.503                  | 4                  | Ali Çalışır (MHP)      |
| Çıkrık         | 2.521                  | 2                  | Recep Küçükkayar (AKP) |
| Değirmenayvalı | 2.946                  | 2                  | Erol Barutcu (MHP)     |
| Erkmen         | 9.159                  | 3                  | Memduh Kuş (AKP)       |
| Fethibey       | 2.746                  | 3                  | Mustafa Özdemir (MHP)  |
| Gebeceler      | 3.489                  | 5                  | Hüseyin Toğulluk (AKP) |
| Işıklar        | 7.349                  | 6                  | Erol Özağıl (MHP)      |
| Kocatepe       | 3.202                  | 2                  | Abdullah Çelik (AKP)   |
| Nuribey        | 3.075                  | 4                  | Abdullah Çakmak (MHP)  |
| Salar          | 4.603                  | 5                  | Cengiz Taşpınar (AKP)  |
| Sülümenli      | 3.742                  | 6                  | İbrahim Eroğul (AKP)   |
| Sülün          | 3.424                  | 2                  | Şükrü Bacak (MHP)      |
| Susuz          | 4.868                  | 4                  | Mehmet Selek (AKP)     |

Außerdem bestehen noch 22 Dörfer (Köy, Mehrzahl: Köyler) mit einer durchschnittlichen Bevölkerung von 542 Einwohnern. Drei von ihnen haben über 1.000 Einwohner: Anıtkaya (1.676 Einwohner, das Dorf war bis 2014 eine Gemeinde), Kızıldağ (1.225) und Çavdarlı (1.149), weitere sechs Dörfer haben ebenfalls mehr Einwohner als der Durchschnitt.

## Klimatabelle
|                        | Jan  | Feb  | Mär  | Apr  | Mai  | Jun  | Jul  | Aug  | Sep  | Okt  | Nov  | Dez  |   |       |
| Mittl. Temperatur (°C) | 0,4  | 2,2  | 6,0  | 10,5 | 15,3 | 19,4 | 22,8 | 22,8 | 18,5 | 13,0 | 6,9  | 2,5  | ⌀ | 11,7  |
| Mittl. Tagesmax. (°C)  | 4,6  | 7,1  | 11,7 | 16,6 | 21,8 | 26,2 | 30,3 | 30,2 | 25,9 | 19,7 | 12,8 | 6,8  | ⌀ | 17,9  |
| Mittl. Tagesmin. (°C)  | −3,0 | −1,8 | 1,1  | 4,9  | 9,2  | 12,7 | 15,3 | 15,4 | 11,4 | 7,2  | 2,1  | −0,8 | ⌀ | 6,2   |
|                        |      |      |      |      |      |      |      |      |      |      |      |      |   |       |
| Niederschlag (mm)      | 46,9 | 38,4 | 44,6 | 47,0 | 50,1 | 41,5 | 21,8 | 18,0 | 23,6 | 40,3 | 32,4 | 46,8 | Σ | 451,4 |
|                        |      |      |      |      |      |      |      |      |      |      |      |      |   |       |
| Sonnenstunden (h/d)    | 2,6  | 4,0  | 4,9  | 6,1  | 7,4  | 9,1  | 10,7 | 10,0 | 8,3  | 6,1  | 4,6  | 2,5  | ⌀ | 6,4   |
|                        |      |      |      |      |      |      |      |      |      |      |      |      |   |       |
| Regentage (d)          | 10,7 | 10,3 | 11,2 | 11,6 | 12,0 | 7,8  | 3,7  | 4,1  | 4,8  | 7,8  | 7,1  | 10,2 | Σ | 101,3 |

| −3,0 |

| −1,8 |

| 1,1 |

| 4,9 |

| 9,2 |

| 12,7 |

| 15,3 |

| 15,4 |

| 11,4 |

| 7,2 |

| 2,1 |

| −0,8 |

| −3,0 |

| −1,8 |

| 1,1 |

| 4,9 |

| 9,2 |

| 12,7 |

| 15,3 |

| 15,4 |

| 11,4 |

| 7,2 |

| 2,1 |

| −0,8 |

## Etymologie
Afyon ist das türkische Wort für Opium. Der Name unter seldschukischer Herrschaft lautete Karahisar-ı Sahib, die „Schwarze Burg von Sahib“. Dies geht auf den Seldschuken-Wesir Sahip Ata zurück, der die Burg reparieren ließ. Der Namensbestandteil Afyon stammt aus der Zeit nach der Republikgründung.

## Geschichte
Auf der Burg von Afyon lassen sich hethitische Siedlungsspuren nachweisen. Die Stadt hieß in römischer und byzantinischer Zeit Akroinos oder Akroinon. Aus ihrer antiken Geschichte ist kaum etwas bekannt. 740 verteidigte der byzantinische Kaiser Leo III. die Stadt in der Schlacht bei Akroinon erfolgreich gegen die Araber. Unter Kılıç Arslan I. wurde die Stadt seldschukisch. Seit 1382 war Afyon Teil des osmanischen Reiches. Afyonkarahisar war im Osmanischen Reich Hauptstadt eines Sandschaks. Es war durch seine Nähe zum unabhängigen Fürstentum Karaman von militärischer Bedeutung und wird im Zusammenhang mit verschiedenen Aufständen genannt: die Celali-Aufstände 1602, die Revolte von Baba Ömer 1631 und die Revolte von Abaza Hasan Pascha im Jahre 1658. Im Jahre 1833 wurde die Stadt zeitweise durch Ibrahim Pascha, den Sohn von Muhammad Ali Pascha, besetzt.
Während des Nationalen Befreiungskrieges gelang der türkischen Armee unter Mustafa Kemal Paşa in der Schlacht am Hügel Kocatepe bei Afyon vom 26. August bis zum 30. August 1922 ein entscheidender Schlag gegen die griechischen Truppen (Büyük Taaruz). Dadurch wurde der schnelle Vorstoß zur Küste und der endgültige Sieg möglich.
Der zentrale Landkreis (Merkez) war lange Zeit der größte Kreis in der Provinz und lag zentral. Durch fünf Abtrennungen zur Bildung von selbständigen Landkreisen verringerte sich seine Fläche auf ungefähr ein Viertel seiner ursprünglichen Größe (Volkszählung 1950: 4.857 km²): 1953 Sinanpaşa, 1959 İhsaniye, 1987 İscehisar, 1990 Çobanlar sowie Şuhut (Kalkulation auf Grundlage der vorliegenden aktuellen Flächenangaben der Landkreise).
Bei einem Unfall in einem Munitionslager der Stadt kamen am 6. September 2012 mindestens 25 Soldaten ums Leben.

## Wirtschaft und Infrastruktur
In Afyonkarahisar sind ca. 3000 Unternehmen verschiedener Branchen ansässig. Wichtige Standbeine der Wirtschaft sind die Landwirtschaft sowie der Abbau und die Veredelung von Marmor. Weiterhin hat sich die Stadt zu einem Dienstleistungs- und Handelszentrum entwickelt. In Afyonkarahisar befinden sich zwei staatliche und zwei private Krankenhäuser sowie eine Uni-Klinik und eine Kinderklinik. Damit gehört die Stadt zu den überregionalen Gesundheitszentren der Türkei. Afyonkarahisar hat eine Universität (Kocatepe) für rund 28.000 Studenten.
In der Nähe der Stadt befindet sich der Militärflughafen Afyonkarahisar Air Base.

## Sehenswürdigkeiten

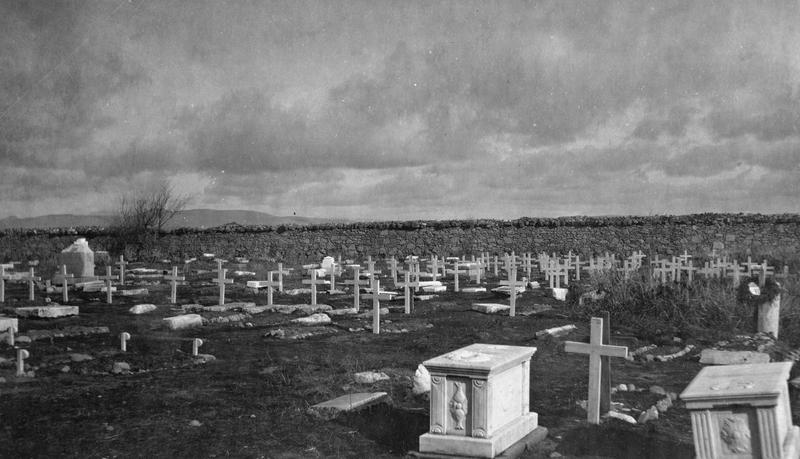
Armenischer Friedhof von Afyonkarahisar 1920

- Phrygisches Tal (Frig Vadisi) mit Felsengräbern
- Burg von Afyonkarahisar
- Thermalquellen von Gazlıgöl und Sandıklı
- Große Moschee (Ulu Cami), Holzsäulenmoschee von 1272 mit 40 Holzsäulen, deren kunstvoll geschnitzte Kapitelle einst bemalt waren
- Komplex von Gedik Ahmed Pascha (Imaret Camii)
- Archäologisches Museum
- Altıgöz Köprüsü

## Spezialitäten
Die Stadt Afyon ist bekannt für ihre Heilquellen und Heilbäder; ferner für Marmor, Afyon Sucuğu (geräucherte Hackfleischwurst), Afyon Lokumu (Türkischer Honig), Kaymak (gewonnen aus Kuh- und Büffelmilch) und für den Mohnanbau zur Gewinnung von Opium.

## Sport
Die Fußballmannschaft Afjet Afyonspor spielt in der Spor Toto 1. Lig. Die Spiele werden im Afyon Atatürk Stadyumu ausgeführt.

## Söhne und Töchter der Stadt
- Ahmet Akyalçın (1949–2018), Jurist, Mitglied des türkischen Verfassungsgerichts, Präsident
- Ali Çetinkaya (1878–1949), Offizier und Politiker
- İlker Başbuğ (* 1943), früherer Generalstabschef
- Vural Bayazıt (1934–2020), Admiral
- Fuat Çapa (* 1968), Fußballtrainer
- Veysel Eroğlu (* 1948), Hochschulprofessor, Politiker und Minister
- Ali Günçar (* 1970), Fußballspieler und -trainer
- Bülent İplikçioğlu (* 1952), Althistoriker und Epigraphiker
- Ali Köken (* 1967), Theater-, Karagöz- und Hacivat-Meister und Dichter
- Ramazan Özdemir (* 1991), Leichtathlet
- Sibel Özkan (* 1988), Gewichtheberin
- Ahmet Necdet Sezer (* 1941), Politiker, Vorsitzender des Verfassungsgerichts der Türkei und der 10. Präsident der Republik Türkei
- Güray Vural (* 1988), Fußballspieler
- Nurgül Yeşilçay (* 1976), Schauspielerin
- İbrahim Yurdunuseven (* 1969), Politiker

## Städtepartnerschaften
- Hamm, Deutschland seit 2006
- Maskat, Oman, seit 2011
- Khorramabad, Iran seit 2015